# Група армии „Д“
Група армии „Д“ или армейска група „Д“ (на немски: Heeresgruppe D) е германско войсково съединение, участващо във Втората световна война.
Групата армии е формирана на 26 октомври 1940 г. във Франция, като нейните първи кадри идват от разформированата група армии „C“.
На 15 април 1941 г., статутът на група армии „Д“ е повишен в по-висок ранг. От този ден командирът ѝ също се счита за Oberbefehlshaber West (или OB WEST - командир на щаба на Западния фронт). В резултат на това, група армии „Д“ понякога неправилно се отнася към група армии „Запад“.

## Командири
- 25 октомври 1940 г. - Генерал-фелдмаршал Ервин фон Вицлебен
- 15 март 1942 г. - Генерал-фелдмаршал Герд фон Рундщет
- 2 юли 1944 г. - Генерал-фелдмаршал Гюнтер фон Клуге
- 15 август 1944 г. – Генерал-фелдмаршал Герд фон Рундщет
- 11 март 1945 г. - Генерал-фелдмаршал Алберт Кеселринг

## Боен ред
Май 1941 г.
- 7-а армия
- 1-ва армия
- 15-а армия
- Командир на всички германски войски в окупирана Нидерландия

Май 1944 г.
- Група армии „Г“
- Група армии „Б“
- Танкова група „Запад“
- Първа армия Фолширм

Декември 1944 г.
- Група армии „Г“
- Група армии „Б“
- Група армии „Х“
- 6-а СС танкова армия